# Echinogammarus veneris
Echinogammarus veneris is een vlokreeftensoort uit de familie van de Gammaridae. De wetenschappelijke naam van de soort is voor het eerst geldig gepubliceerd in 1865 door Heller.